# Сулејманова џамија
Сулејманова џамија (тур. Süleymaniye Camii) се налази у Истанбулу а дао ју је саградити османски султан Сулејман Величанствени 1557. године. Архитект џамије је био Мимар Синан, који је започео радове 1550, чији се гроб налази северно од џамије. Ова џамија се сматра архитектонским панданом византијској цркви Аји Софији. Ово је по величини друга по реду џамија у Истанбулу и једна од најзнаменитијих грађевина тог града.

## Архитектура
Синан је испланирао грађевину тако да је постављањем савршеног круга на савршени квадрат добио озбиљно геометријско ремек-дело у којем украси играју секундарну улогу. Све је подређено великом ентеријеру који је наткривен куполама и смислу за уређени простор који он одаје.
Испред џамије налази се отворено двориште са стубовима, а сама џамија је у жаришту групе грађевина у коју спада утемељитеље гроб, медреса, болница, кухиње и хамами. Овај архитектонски комплекс био је новост за исламски свет и његова хармоничност била је изванредно обележје османског грађевинарства.
Џамију чини скуп купола и лукова који води до главне куполе, високе 55 m и широке преко 25 m. Четири дивовска стуба у унутрашњости подупиру средишњу куполу и полукуполу изнад кибле, а 138 прозора од обојеног стакла пропушта пригушено светло.